# The O2

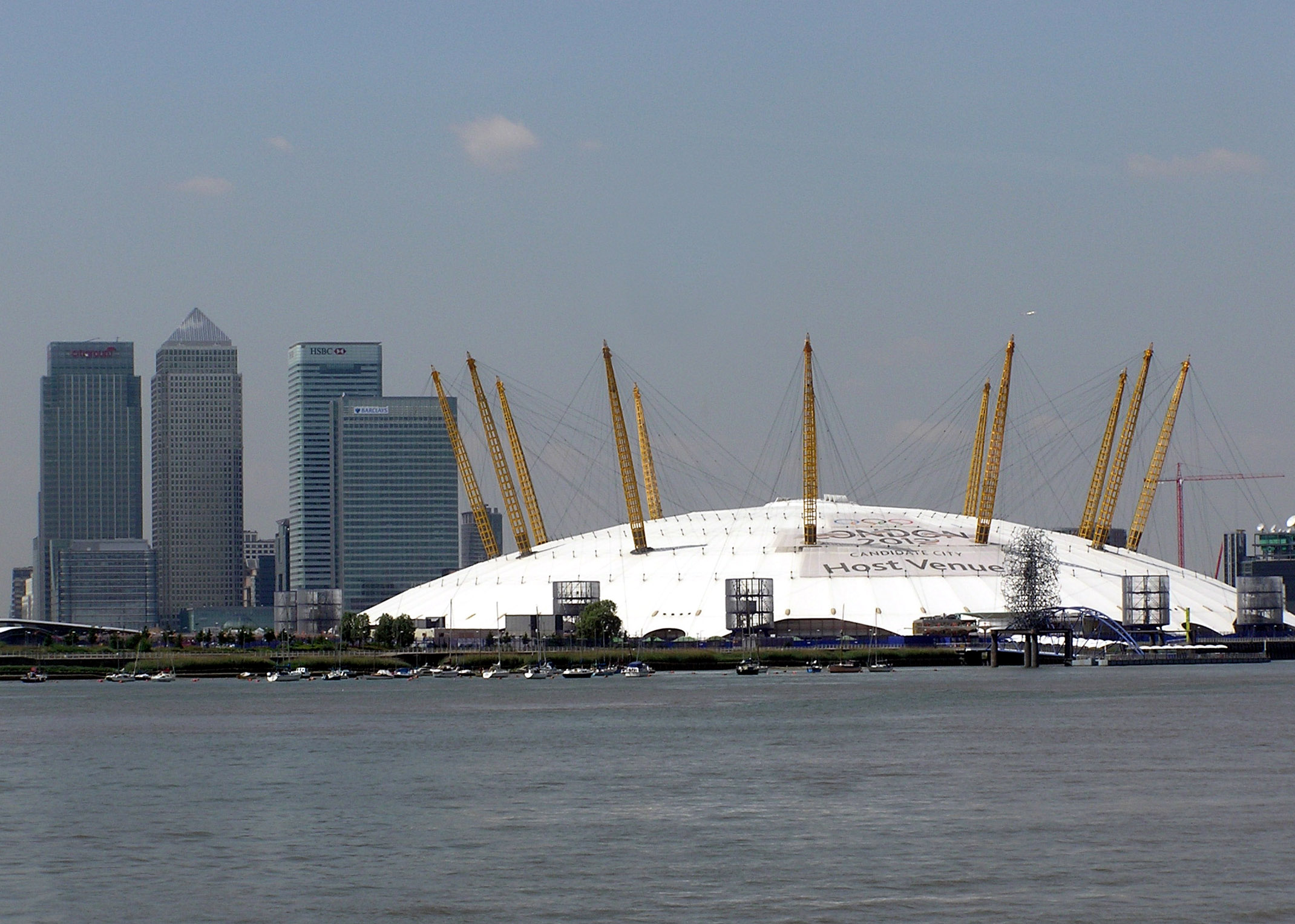
The O_{2}, med Canary Wharf i bakgrunden, sett från floden Thames. London 2012-logotypen, som nu blivit borttagen från domen, kan ses symbolisera det faktum att The O2 kommer att figurera som olympisk tävlingsplats.

The O2, tidigare kallad Millennium Dome, är en stor kupolformad byggnad i London, Storbritannien. Kupolens tak har en diameter på 365 meter och hålls bland annat uppe av tolv stycken hundra meter höga stödtorn.
Byggnaden öppnades vid millennieskiftet som The Millennium Dome för att fira det nya millenniet och under hela 2000 hyste den en Millennium-utställning. Utställningen var välbesökt men lockade ändå inte så många som man hade räknat med vilket ledde till dålig ekonomi. Utställningen stängde som planerat i slutet av 2000. Det diskuterades under flera år vad byggnaden skulle användas till istället. Efter en inre ombyggnad öppnades byggnaden på nytt under 2007 som ett nöjescenter under det nya namnet The O2. Nöjescentrets stora arena O2-arenan har plats för 20 000 gäster och är till för konserter och sportevenemang. IndigO2 är en mindre arena som tar 2 200 personer. Anläggningen innehåller även en utställningslokal, en biograf, restauranger och barer.